# Collbató
Collbató ist eine katalanische Gemeinde in der Provinz Barcelona im Nordosten Spaniens. Sie liegt im Südosten des Montserrat und gehört zur Comarca Baix Llobregat.

## Söhne und Töchter der Stadt
- Amadeu Vives i Roig (1871–1932), Komponist und Schriftsteller

## Gemeindepartnerschaft
Collbató unterhält seit 1986 eine Partnerschaft mit der französischen Gemeinde Cazères.